# Лю Юань
Лю Юань (кит. трад. 劉淵) или Юань-хай (умер 310), посмертное имя Гуанвэнь-ди (光文帝), храмовое имя Гао-цзу (高祖) — шаньюй хунну, предводитель восстания пяти варварских племён, приведшего к смещению империи Цзинь на восток в 316; основатель государства Северная Хань.

## Биография
Лю Юань был сыном Восточного Чжуки-князя Лю Бао и внуком шаньюя Юйфуло. Отец отправил сына воспитываться ко двору цзиньского императора, где тот получил хорошее образование, был искусен в словесности и воинских науках. Обладал большой силой и исполинским ростом. В 279 году, после смерти отца, был назначен вождем «левой (то есть восточной) группы хунну» (左部). В 290-м назначен главнокомандующим всех «пяти групп хунну» (五部) живущих в Китае.
Во время войны восьми князей Сыма Юэ опирался на сяньби и ухуаней, поэтому Сыма Ин решил опереться на хуннов, и приблизил к себе Лю Юаня. В 304 году ему пришлось отпустить Лю Юаня в родные кочевья, и хунну, провозгласив его Великим Шаньюем, выступили на стороне Сыма Ина. Лю Юань объявил войну сяньбийцам, грабившим китайское население, а услышав, что Сыма Ин разбит, провозгласил независимость от империи Цзинь и объявил о создании государства Хань, приняв титул Хань-ван (так как среди его предков были представители правящей фамилии империи Хань).
К Лю Юаню примкнули генералы Ван Ми и Ши Лэ, а его собственными войсками часто командовали сын Лю Цун и племянник Лю Яо. Эти четыре генерала были не в состоянии брать города, но громили цзиньские войска в полевых сражениях. Весной 308 года войска Ван Ми попытались осадить цзиньскую столицу Лоян, но были отбиты. Тем не менее Лю Юань в Пуцзы провозгласил себя императором Китая, и возвестил о войне против империи Цзинь и правящей в ней фамилии Сыма.
В 310 году Лю Юань заболел, и завещал трон старшему сыну Лю Хэ, а вскоре скончался.

## Девизы правления
- Цзяньсин (建興 Jiànxīng) 304—308
- Юнфэн (永鳳 Yǒngfèng) 308—309
- Хэжуй (河瑞 Hérùi) 309—310